# Саобраћај у Албанији
Република Албанија је по свом положају балканска и средоземна земља. Међутим, захваљујући бројним природним препрекама (густе мочваре у приморју, високи планински венци у залеђу) и дугом изолационизму у међународним односима земља је дуго била саобраћајно одвојена од суседних земаља. Престоница земље, Тирана, је средишњи саобраћајни чвор у земљи. 

## Железнички саобраћај
Укупна дужина железничке мреже у Албанији је свега 447 km (2006. године) и целокупна је станадарне ширине колосека. У земљи постоји свега три железничке линије и то су Тирана - Драч, Валона - Рогозина - Драч - Скадар - граница са Црном Гором и Рогозина - Елбасан - Подградец. У земљи не постоји било који вид градске железнице.
Железничка веза са суседним земљама:
- Србија - не
- Северна Македонија - не
- Грчка - не
- Црна Гора - да, али само теретни саобраћај

## Друмски саобраћај
Укупна дужина путева у Албанији је 18.000 km (2002. године), од тога 7.020 km у тврдој подлози (бетон, асфалт). Мора се напоменути да су и путеви са твдом подлогом често подједнако лоши као и они без. Ауто-путеви у правом смислу не постоје, а путеви са 4 траке постоје само на прилазу Тирани. У будућности се предвиђа изградња савремених ауто-путева на постојећим европским коридорима:
- Граница са Црном Гором - Скадар - Тирана - Валона - граница са Грчком
- Драч - Тирана - Елбасан - граница са Северном Македонијом
- Скадар - граница са Србијом

## Водени саобраћај
Развијен је само поморски и језерски саобраћај. Главне морске луке су Драч, Валона и Саранда. Најпознатија лезерска лука је Подградец на Охридском језеру.

## Гасоводи и нафтоводи
Гасовод: Дужина токова је 119 km (1996. године).
Нафтовод: Дужина токова је 196 km (1996. године),

## Ваздушни транспорт
У Албанији званично постоји 12 аеродрома (2002. године), од тога 4 са чврстом подлогом. Међу њима само је један аеродром међународног карактера, са IATA кодом (IATA Airport Code). То је Међународни аеродром „Мајка Тереза“ у Тирани. У будућности се очекује отварање нових аеродрома.